# Élections législatives de 1978 à Paris
Les élections législatives françaises de 1978 se déroulent les 12 et 19 mars 1978. Dans le département de Paris, trente-et-un députés sont à élire dans le cadre de trente-et-une circonscriptions.
L'alliance de droite RPR-UDF-CNIP remporte un net succès avec plus de la moitié des voix au premier tour et conquérant 3 sièges sur le Parti communiste (malgré la perte de la 14e circonscription au socialiste Paul Quilès). La droite est alors nettement majoritaire avec 27 sièges sur 31.
L'élection est marquée par le rééquilibrage du rapport de force à gauche en faveur du Parti socialiste qui obtient un siège de député à Paris pour la deuxième fois seulement sous la Cinquième république. La socialiste Edwige Avice fut ensuite élue en octobre 1978 après l'invalidation de l'élection de Christian de La Malène par le Conseil constitutionnel.

## Élus
| Circonscription | Député sortant                           | Parti  | Parti    | Député élu ou réélu       | Parti | Parti     |
| --------------- | ---------------------------------------- | ------ | -------- | ------------------------- | ----- | --------- |
| 1re             | Pierre-Charles Krieg                     |        | RPR      | Pierre-Charles Krieg      |       | RPR       |
| 2e              | Vacant                                   | Vacant | Vacant   | Jacques Dominati          |       | UDF (PR)  |
| 3e              | Jean Tiberi                              |        | RPR      | Jean Tiberi               |       | RPR       |
| 4e              | Pierre Bas                               |        | RPR      | Pierre Bas                |       | RPR       |
| 5e              | Édouard Frédéric-Dupont                  |        | RI       | Édouard Frédéric-Dupont   |       | app. UDF  |
| 6e              | Maurice Couve de Murville                |        | RPR      | Maurice Couve de Murville |       | RPR       |
| 7e              | Gabriel Kaspereit                        |        | RPR      | Gabriel Kaspereit         |       | RPR       |
| 8e              | Claude-Gérard Marcus                     |        | RPR      | Claude-Gérard Marcus      |       | RPR       |
| 9e              | André Fanton*                            |        | RPR      | Alain Devaquet            |       | RPR       |
| 10e             | Jacques Chambaz                          |        | PCF      | Claude Martin             |       | RPR       |
| 11e             | Charles Magaud* suppléant de Roger Frey* |        | RPR      | Paul Pernin               |       | UDF (CDS) |
| 12e             | Pierre de Bénouville                     |        | app. RPR | Pierre de Bénouville      |       | app. RPR  |
| 13e             | Gisèle Moreau                            |        | PCF      | Gisèle Moreau             |       | PCF       |
| 14e             | Jean Turco* suppléant de Hubert Germain  |        | RPR      | Paul Quilès               |       | PS        |
| 15e             | Eugène Claudius-Petit                    |        | CDS      | Yves Lancien              |       | RPR       |
| 16e             | Vacant                                   | Vacant | Vacant   | Christian de La Malène    |       | RPR       |
| 17e             | Jacques Marette                          |        | RPR      | Jacques Marette           |       | RPR       |
| 18e             | Nicole de Hauteclocque                   |        | RPR      | Nicole de Hauteclocque    |       | RPR       |
| 19e             | Claude Roux                              |        | RPR      | Claude Roux               |       | RPR       |
| 20e             | Georges Mesmin                           |        | CDS      | Georges Mesmin            |       | UDF (CDS) |
| 21e             | Gilbert Gantier                          |        | RI       | Gilbert Gantier           |       | UDF (PR)  |
| 22e             | Bernard Lafay                            |        | RPR      | Maurice Druon             |       | RPR       |
| 23e             | Jean de Préaumont                        |        | RPR      | Jean de Préaumont         |       | RPR       |
| 24e             | Vacant                                   | Vacant | Vacant   | Hélène Missoffe           |       | RPR       |
| 25e             | Roger Chinaud                            |        | RI       | Roger Chinaud             |       | UDF (PR)  |
| 26e             | Joël Le Tac                              |        | RPR      | Joël Le Tac               |       | RPR       |
| 27e             | Louis Baillot                            |        | PCF      | Jean-Pierre Pierre-Bloch  |       | UDF (Rad) |
| 28e             | Henri Fiszbin                            |        | PCF      | Jacques Féron             |       | CNIP      |
| 29e             | Paul Laurent                             |        | PCF      | Paul Laurent              |       | PCF       |
| 30e             | Daniel Dalbera                           |        | PCF      | Didier Bariani            |       | UDF (Rad) |
| 31e             | Lucien Villa                             |        | PCF      | Lucien Villa              |       | PCF       |

## Résultats

### Résultats à l'échelle du département
| Parti                 | Parti                                       | Premier tour | Premier tour | Second tour | Second tour | Sièges |
| Parti                 | Parti                                       | Voix         | %            | Voix        | %           | Sièges |
| --------------------- | ------------------------------------------- | ------------ | ------------ | ----------- | ----------- | ------ |
|                       | Rassemblement pour la République            | 302 139      | 28,93        | 379 824     | 40,64       | 18     |
|                       | Union pour la démocratie française          | 203 993      | 19,53        | 157 386     | 16,84       | 8      |
|                       | Divers droite                               | 35 846       | 3,43         | 29 102      | 3,11        | 0      |
|                       | Centre national des indépendants et paysans | 8 996        | 0,86         | 15 444      | 1,65        | 1      |
|                       | Majorité présidentielle                     | 550 974      | 52,76        | 581 756     | 62,25       | 27     |
|                       |                                             |              |              |             |             |        |
|                       | Parti socialiste                            | 174 266      | 16,69        | 222 192     | 23,77       | 1      |
|                       | Parti communiste français                   | 163 207      | 15,63        | 118 635     | 12,69       | 3      |
|                       | Mouvement des radicaux de gauche            | 22 764       | 2,18         | 12 010      | 1,29        | 0      |
|                       | Divers gauche                               | 11 595       | 1,11         |             |             | 0      |
|                       | Union de la gauche                          | 371 832      | 35,60        | 352 837     | 37,75       | 4      |
|                       |                                             |              |              |             |             |        |
|                       | Divers écologiste                           | 52 432       | 5,02         |             |             | 0      |
|                       | Parti socialiste unifié                     | 20 398       | 1,95         | 0           |             |        |
|                       | Extrême gauche                              | 15 726       | 1,51         | 0           |             |        |
|                       | Extrême droite                              | 14 404       | 1,38         | 0           |             |        |
|                       | Front national                              | 11 702       | 1,12         | 0           |             |        |
|                       | Gaullistes d'opposition (dont MDD et UGP)   | 4 569        | 0,44         | 0           |             |        |
|                       | Divers                                      | 2 344        | 0,22         | 0           |             |        |
|                       |                                             |              |              |             |             |        |
| Inscrits              | Inscrits                                    | 1 348 644    | 100,00       | 1 256 404   | 100,00      | 31     |
| Abstentions           | Abstentions                                 | 291 180      | 21,59        | 275 690     | 21,94       |        |
| Votants               | Votants                                     | 1 057 464    | 78,41        | 980 714     | 78,06       |        |
| Blancs et nuls        | Blancs et nuls                              | 13 083       | 1,24         | 46 121      | 4,7         |        |
| Exprimés              | Exprimés                                    | 1 044 381    | 98,76        | 934 593     | 95,3        |        |
| Source : Data.gouv.fr |                                             |              |              |             |             |        |

### Résultats par circonscription
| Aller aux résultats d'une circonscription |
| --- |
| 1re • 2e • 3e • 4e • 5e • 6e • 7e • 8e • 9e • 10e • 11e • 12e • 13e • 14e • 15e 16e • 17e • 18e • 19e • 20e • 21e • 22e • 23e • 24e • 25e • 26e • 27e • 28e • 29e • 30e • 31e |

#### Première circonscription
| Candidat                         | Candidat                           | Parti                   | Premier tour | Premier tour | Second tour | Second tour |  |
| Candidat                         | Candidat                           | Parti                   | Voix         | %            | Voix        | %           |  |
| -------------------------------- | ---------------------------------- | ----------------------- | ------------ | ------------ | ----------- | ----------- |  |
|                                  | Pierre-Charles Krieg sortant réélu | RPR                     | 9 627        | 33,37        | 16 906      | 58,95       |  |
|                                  | Maurice Benassayag                 | PS                      | 5 648        | 19,58        | 11 774      | 41,05       |  |
|                                  | Yves Galland                       | UDF (Rad)               | 5 405        | 18,74        | Retrait     | Retrait     |  |
|                                  | Marie-Thérèse Bidjeck              | PCF                     | 3 998        | 13,86        |             |             |  |
|                                  | Jean-Claude Delarue                | Écologie 78             | 1 539        | 5,37         |             |             |  |
|                                  | Martine Guillaume                  | PSU (FA)                | 683          | 5,37         |             |             |  |
|                                  | Suzanne Baran                      | Divers gauche (Choisir) | 335          | 1,16         |             |             |  |
|                                  | Richard Ghenassia                  | Divers droite (RUC)     | 324          | 1,13         |             |             |  |
|                                  | Anne-Marie Guillaud                | LCR (PSPT)              | 247          | 0,86         |             |             |  |
|                                  | Michel Mignot                      | FN                      | 239          | 0,83         |             |             |  |
|                                  | Georges Philippeau                 | MDD                     | 226          | 0,79         |             |             |  |
|                                  | Dominique Petitjean                | LO                      | 223          | 0,78         |             |             |  |
|                                  | Philippe Bouleau                   | PFN                     | 213          | 0,74         |             |             |  |
|                                  | Daniel Robache                     | Divers droite (UNMP)    | 140          | 0,49         |             |             |  |
|                                  |                                    |                         |              |              |             |             |  |
| Inscrits                         | Inscrits                           | Inscrits                | 36 974       | 100,00       | 36 975      | 100,00      |  |
| Abstentions                      | Abstentions                        | Abstentions             | 7 822        | 21,16        | 7 615       | 20,59       |  |
| Votants                          | Votants                            | Votants                 | 29 152       | 78,84        | 29 360      | 79,41       |  |
| Blancs et nuls                   | Blancs et nuls                     | Blancs et nuls          | 305          | 1,05         | 680         | 2,32        |  |
| Exprimés                         | Exprimés                           | Exprimés                | 28 847       | 98,95        | 28 680      | 97,68       |  |
| Source : Data.gouv.fr et CEVIPOF |                                    |                         |              |              |             |             |  |

#### Deuxième circonscription
| Candidat       | Candidat                       | Parti                   | Premier tour | Premier tour | Second tour | Second tour |  |
| Candidat       | Candidat                       | Parti                   | Voix         | %            | Voix        | %           |  |
| -------------- | ------------------------------ | ----------------------- | ------------ | ------------ | ----------- | ----------- |  |
|                | Jacques Dominati sortant réélu | UDF (PR)                | 10 406       | 35,94        | 16 846      | 58,38       |  |
|                | Claude Quin                    | PCF                     | 4 845        | 16,73        | Retrait     | Retrait     |  |
|                | François Luchaire              | MRG (PS)                | 4 443        | 15,35        | 12 010      | 41,62       |  |
|                | Guy Longeville                 | RPR                     | 3 938        | 13,6         |             |             |  |
|                | Alain Delisse                  | PSD                     | 1 261        | 4,36         |             |             |  |
|                | Dominique Bidou                | Écologie 78             | 1 244        | 4,3          |             |             |  |
|                | France Zilberg                 | PSU (FA)                | 537          | 1,85         |             |             |  |
|                | Martine Portnoë                | Divers gauche (Choisir) | 440          | 1,52         |             |             |  |
|                | Jean-Marie Hug                 | Divers écologiste       | 428          | 1,48         |             |             |  |
|                | Alain Gillard                  | LCR (PSPT)              | 297          | 1,03         |             |             |  |
|                | Guy Cartier                    | Divers droite (RUC)     | 259          | 0,89         |             |             |  |
|                | Louis Emery                    | FN                      | 223          | 0,77         |             |             |  |
|                | Philippe Guilbert              | MDD                     | 206          | 0,71         |             |             |  |
|                | Alain Schwartz                 | LO                      | 199          | 0,69         |             |             |  |
|                | Elisabeth Dounaïev             | PFN                     | 164          | 0,57         |             |             |  |
|                | Roland Mérieux                 | UOPDP                   | 63           | 0,22         |             |             |  |
|                |                                |                         |              |              |             |             |  |
| Inscrits       | Inscrits                       | Inscrits                | 39 925       | 100,00       | 39 927      | 100,00      |  |
| Abstentions    | Abstentions                    | Abstentions             | 10 638       | 26,64        | 10 042      | 25,15       |  |
| Votants        | Votants                        | Votants                 | 29 287       | 73,36        | 29 885      | 74,85       |  |
| Blancs et nuls | Blancs et nuls                 | Blancs et nuls          | 334          | 1,14         | 1 029       | 3,44        |  |
| Exprimés       | Exprimés                       | Exprimés                | 28 953       | 98,86        | 28 856      | 96,56       |  |

#### Troisième circonscription
|                | Jean Tiberi sortant réélu      | RPR                     | 19 196 | 53,53  |  |  |  |
|                | Françoise Pierra               | PS                      | 6 398  | 17,84  |  |  |  |
|                | Jean Elleinstein               | PCF                     | 4 194  | 11,7   |  |  |  |
|                | Brice Lalonde                  | Écologie 78             | 3 133  | 8,74   |  |  |  |
|                | Danièle Larcena                | PSU (FA)                | 733    | 2,04   |  |  |  |
|                | Françoise Nicq                 | Divers gauche (Choisir) | 493    | 1,37   |  |  |  |
|                | André Dupont dit Aguigui Mouna | Sans étiquette          | 392    | 1,09   |  |  |  |
|                | Blandine Vecten                | LCR (PSPT)              | 302    | 0,84   |  |  |  |
|                | Jacques Robert                 | PFN                     | 300    | 0,84   |  |  |  |
|                | Bernard Verny                  | FN                      | 289    | 0,81   |  |  |  |
|                | Jean-Louis Perrin-Jassy        | Divers droite (RUC)     | 233    | 0,65   |  |  |  |
|                | Yvonne de Spirt                | LO                      | 196    | 0,55   |  |  |  |
|                |                                |                         |        |        |  |  |  |
| Inscrits       | Inscrits                       | Inscrits                | 46 594 | 100,00 |  |  |  |
| Abstentions    | Abstentions                    | Abstentions             | 10 434 | 22,39  |  |  |  |
| Votants        | Votants                        | Votants                 | 36 160 | 77,61  |  |  |  |
| Blancs et nuls | Blancs et nuls                 | Blancs et nuls          | 301    | 0,83   |  |  |  |
| Exprimés       | Exprimés                       | Exprimés                | 35 859 | 99,17  |  |  |  |

#### Quatrième circonscription
| Candidat       | Candidat                 | Parti                          | Premier tour | Premier tour | Second tour | Second tour |  |
| Candidat       | Candidat                 | Parti                          | Voix         | %            | Voix        | %           |  |
| -------------- | ------------------------ | ------------------------------ | ------------ | ------------ | ----------- | ----------- |  |
|                | Pierre Bas sortant réélu | RPR                            | 11 643       | 41,97        | 13 781      | 65,7        |  |
|                | Philippe Saint-Marc      | UDF (CDS)                      | 5 156        | 18,59        | 7 195       | 34,3        |  |
|                | Alain Barrau             | PS                             | 4 523        | 16,3         |             |             |  |
|                | Patrick Bouchain         | PCF                            | 2 131        | 7,68         |             |             |  |
|                | Alain Hervé              | Écologie 78                    | 1 861        | 6,71         |             |             |  |
|                | Pierre Jalée             | PSU (FA)                       | 746          | 2,69         |             |             |  |
|                | Marie-Madeleine Paris    | Divers gauche (Choisir)        | 512          | 1,85         |             |             |  |
|                | Philippe Duclos          | FN                             | 298          | 1,07         |             |             |  |
|                | Patrice Mouilleseaux     | PFN                            | 279          | 1,01         |             |             |  |
|                | Robert Stadelhauffer     | Divers droite (Gaulliste ind.) | 261          | 0,94         |             |             |  |
|                | Serge Taillandier        | LO                             | 229          | 0,83         |             |             |  |
|                | Jean Fleury              | Divers droite (RUC)            | 72           | 0,26         |             |             |  |
|                | Jean Le Bitoux           | Divers gauche (DH)             | 30           | 0,11         |             |             |  |
|                |                          |                                |              |              |             |             |  |
| Inscrits       | Inscrits                 | Inscrits                       | 37 687       | 100,00       | 37 687      | 100,00      |  |
| Abstentions    | Abstentions              | Abstentions                    | 9 696        | 25,73        | 9 904       | 26,28       |  |
| Votants        | Votants                  | Votants                        | 27 991       | 74,27        | 27 783      | 73,72       |  |
| Blancs et nuls | Blancs et nuls           | Blancs et nuls                 | 250          | 0,89         | 6 807       | 24,5        |  |
| Exprimés       | Exprimés                 | Exprimés                       | 27 741       | 99,11        | 20 976      | 75,5        |  |

#### Cinquième circonscription
|                | Édouard Frédéric-Dupont sortant réélu | app. UDF (PR)           | 21 709 | 64,95  |  |  |  |
|                | Gérard Corblet                        | PS                      | 4 457  | 13,34  |  |  |  |
|                | Agnès Voituriez                       | Écologie 78             | 1 916  | 5,73   |  |  |  |
|                | Monique Brun                          | PCF                     | 1 790  | 5,36   |  |  |  |
|                | Jean-Marie Le Pen                     | FN                      | 1 307  | 3,91   |  |  |  |
|                | Marie-Annick Radiguet                 | PSU (FA)                | 589    | 1,76   |  |  |  |
|                | Geneviève Pastre                      | Divers gauche (Choisir) | 480    | 1,44   |  |  |  |
|                | Étienne de Damas                      | Divers droite (RUC)     | 474    | 1,42   |  |  |  |
|                | Jean-Marc Teisseire                   | PFN                     | 421    | 1,26   |  |  |  |
|                | Henri Peschaud                        | LO                      | 146    | 0,44   |  |  |  |
|                | Sophie Petersen                       | LCR (PSPT)              | 134    | 0,4    |  |  |  |
|                |                                       |                         |        |        |  |  |  |
| Inscrits       | Inscrits                              | Inscrits                | 45 864 | 100,00 |  |  |  |
| Abstentions    | Abstentions                           | Abstentions             | 12 121 | 26,43  |  |  |  |
| Votants        | Votants                               | Votants                 | 33 743 | 73,57  |  |  |  |
| Blancs et nuls | Blancs et nuls                        | Blancs et nuls          | 320    | 0,95   |  |  |  |
| Exprimés       | Exprimés                              | Exprimés                | 33 423 | 99,05  |  |  |  |

#### Sixième circonscription
| Candidat       | Candidat                                | Parti               | Premier tour | Premier tour | Second tour | Second tour |  |
| Candidat       | Candidat                                | Parti               | Voix         | %            | Voix        | %           |  |
| -------------- | --------------------------------------- | ------------------- | ------------ | ------------ | ----------- | ----------- |  |
|                | Maurice Couve de Murville sortant réélu | RPR                 | 10 502       | 46,59        | 12 594      | 68,32       |  |
|                | Bernard Plasait                         | UDF (PR)            | 4 615        | 20,47        | 5 840       | 31,68       |  |
|                | Jean-Pierre Lesage                      | PS                  | 3 042        | 13,50        |             |             |  |
|                | Albina du Boisrouvray                   | Écologie 78         | 1 373        | 6,09         |             |             |  |
|                | Yvette Saintier                         | PCF                 | 1 025        | 4,55         |             |             |  |
|                | Henri Jannès                            | Divers droite (RUC) | 634          | 2,81         |             |             |  |
|                | Michel Bayvet                           | FN                  | 528          | 2,34         |             |             |  |
|                | Jean-François Ferrer                    | PFN                 | 312          | 1,38         |             |             |  |
|                | Jacques-Sylvain Brunaud                 | Divers droite (DC)  | 272          | 1,21         |             |             |  |
|                | Raymond Hallard                         | LO                  | 130          | 0,58         |             |             |  |
|                | Jeanine Laufer                          | LCR (PSPT)          | 107          | 0,47         |             |             |  |
|                |                                         |                     |              |              |             |             |  |
| Inscrits       | Inscrits                                | Inscrits            | 29 681       | 100,00       | 29 680      | 100,00      |  |
| Abstentions    | Abstentions                             | Abstentions         | 6 933        | 23,36        | 8 989       | 30,29       |  |
| Votants        | Votants                                 | Votants             | 22 748       | 76,64        | 20 691      | 69,71       |  |
| Blancs et nuls | Blancs et nuls                          | Blancs et nuls      | 208          | 0,91         | 2 257       | 10,91       |  |
| Exprimés       | Exprimés                                | Exprimés            | 22 540       | 99,09        | 18 434      | 89,09       |  |

#### Septième circonscription
| Candidat       | Candidat                        | Parti               | Premier tour | Premier tour | Second tour | Second tour |  |
| Candidat       | Candidat                        | Parti               | Voix         | %            | Voix        | %           |  |
| -------------- | ------------------------------- | ------------------- | ------------ | ------------ | ----------- | ----------- |  |
|                | Gabriel Kaspereit sortant réélu | RPR                 | 13 845       | 45,34        | 19 827      | 65,57       |  |
|                | Jacques Bravo                   | PS                  | 5 531        | 18,11        | 10 413      | 34,43       |  |
|                | Jacques Rollin                  | UDF (PR)            | 4 190        | 13,72        |             |             |  |
|                | Anita Chicard                   | PCF                 | 2 904        | 9,51         |             |             |  |
|                | Philippe Saint-Martin           | Écologie 78         | 1 450        | 4,75         |             |             |  |
|                | Alphonse Fouquet                | Divers droite (RUC) | 676          | 2,21         |             |             |  |
|                | Lucienne Didner-Sergent         | PSU (FA)            | 621          | 2,03         |             |             |  |
|                | Danièle Brisson                 | PFN                 | 305          | 1            |             |             |  |
|                | Liliane Mallière                | FN                  | 280          | 0,92         |             |             |  |
|                | Chantal Crunil                  | LO                  | 247          | 0,81         |             |             |  |
|                | Michel Abrahamian               | CCA (PSPT)          | 214          | 0,7          |             |             |  |
|                | Renée Canonge-Marçu             | PSD                 | 196          | 0,64         |             |             |  |
|                | Richard Hanoun                  | FRP                 | 74           | 0,24         |             |             |  |
|                |                                 |                     |              |              |             |             |  |
| Inscrits       | Inscrits                        | Inscrits            | 39 382       | 100,00       | 39 382      | 100,00      |  |
| Abstentions    | Abstentions                     | Abstentions         | 8 496        | 21,57        | 8 403       | 21,34       |  |
| Votants        | Votants                         | Votants             | 30 886       | 78,43        | 30 979      | 78,66       |  |
| Blancs et nuls | Blancs et nuls                  | Blancs et nuls      | 353          | 1,14         | 739         | 2,39        |  |
| Exprimés       | Exprimés                        | Exprimés            | 30 533       | 98,86        | 30 240      | 97,61       |  |

#### Huitième circonscription
| Candidat       | Candidat                           | Parti                          | Premier tour | Premier tour | Second tour | Second tour |  |
| Candidat       | Candidat                           | Parti                          | Voix         | %            | Voix        | %           |  |
| -------------- | ---------------------------------- | ------------------------------ | ------------ | ------------ | ----------- | ----------- |  |
|                | Claude-Gérard Marcus sortant réélu | RPR                            | 17 322       | 42,51        | 23 535      | 57,00       |  |
|                | Jérôme Clément                     | PS                             | 8 306        | 20,39        | 17 758      | 43,00       |  |
|                | Alain Lhostis                      | PCF                            | 7 172        | 17,60        | Retrait     | Retrait     |  |
|                | Patrice Renault                    | UDF (PR)                       | 2 861        | 7,02         |             |             |  |
|                | Chantal Mamou-Mani                 | Écologie 78                    | 1 508        | 3,70         |             |             |  |
|                | Chantal Labat-Gest                 | PSU (FA)                       | 808          | 1,98         |             |             |  |
|                | Alain Suss                         | Divers droite (RUC)            | 585          | 1,44         |             |             |  |
|                | Éric Bousquet                      | FN                             | 405          | 0,99         |             |             |  |
|                | Patrick Moisan                     | LCR (PSPT)                     | 338          | 0,83         |             |             |  |
|                | Christian Prior                    | LO                             | 325          | 0,80         |             |             |  |
|                | Christian Mouquet                  | PFN                            | 321          | 0,79         |             |             |  |
|                | Gaston Habib                       | PSD                            | 300          | 0,74         |             |             |  |
|                | Hector-Guy Henninot                | Divers droite (Classe moyenne) | 250          | 0,61         |             |             |  |
|                | Michel Palmen                      | Divers droite (UNMP)           | 244          | 0,60         |             |             |  |
|                |                                    |                                |              |              |             |             |  |
| Inscrits       | Inscrits                           | Inscrits                       | 53 880       | 100,00       | 53 880      | 100,00      |  |
| Abstentions    | Abstentions                        | Abstentions                    | 12 893       | 23,93        | 11 744      | 21,8        |  |
| Votants        | Votants                            | Votants                        | 40 987       | 76,07        | 42 136      | 78,2        |  |
| Blancs et nuls | Blancs et nuls                     | Blancs et nuls                 | 242          | 0,59         | 843         | 2           |  |
| Exprimés       | Exprimés                           | Exprimés                       | 40 745       | 99,41        | 41 293      | 98          |  |

#### Neuvième circonscription
| Candidat       | Candidat            | Parti                   | Premier tour | Premier tour | Second tour | Second tour |  |
| Candidat       | Candidat            | Parti                   | Voix         | %            | Voix        | %           |  |
| -------------- | ------------------- | ----------------------- | ------------ | ------------ | ----------- | ----------- |  |
|                | Alain Devaquet élu  | RPR                     | 8 335        | 30,63        | 14 363      | 51,98       |  |
|                | Georges Sarre       | PS                      | 6 628        | 24,36        | 13 269      | 48,02       |  |
|                | Douceline Bonvalet  | PCF                     | 5 010        | 18,41        | Retrait     | Retrait     |  |
|                | Bernard Tiélès      | UDF (Rad)               | 3 065        | 11,26        |             |             |  |
|                | Joël Broquet        | Écologie 78             | 1 289        | 4,74         |             |             |  |
|                | Jacques Toussaint   | PSU (FA)                | 517          | 1,9          |             |             |  |
|                | Claude André        | Divers droite (UNMP)    | 496          | 1,82         |             |             |  |
|                | Hélène Mayer        | Divers gauche (Choisir) | 335          | 1,23         |             |             |  |
|                | Robert-Élie Azoulay | Extrême droite (UFBS)   | 309          | 1,14         |             |             |  |
|                | Pierre Bousquet     | FN                      | 309          | 1,14         |             |             |  |
|                | Josette Trat        | LCR                     | 262          | 0,96         |             |             |  |
|                | Jacques Martel      | LO                      | 214          | 0,79         |             |             |  |
|                | Fernand Kunzer      | PFN                     | 210          | 0,77         |             |             |  |
|                | Christian Brault    | UGP                     | 130          | 0,48         |             |             |  |
|                | Alain Camelin       | Divers droite (RUC)     | 101          | 0,37         |             |             |  |
|                |                     |                         |              |              |             |             |  |
| Inscrits       | Inscrits            | Inscrits                | 33 935       | 100,00       | 33 947      | 100,00      |  |
| Abstentions    | Abstentions         | Abstentions             | 6 150        | 18,12        | 5 691       | 16,76       |  |
| Votants        | Votants             | Votants                 | 27 785       | 81,88        | 28 256      | 83,24       |  |
| Blancs et nuls | Blancs et nuls      | Blancs et nuls          | 575          | 2,07         | 624         | 2,21        |  |
| Exprimés       | Exprimés            | Exprimés                | 27 210       | 97,93        | 27 632      | 97,79       |  |

#### Dixième circonscription
| Candidat                    | Candidat                | Parti               | Premier tour | Premier tour | Second tour | Second tour |  |
| Candidat                    | Candidat                | Parti               | Voix         | %            | Voix        | %           |  |
| --------------------------- | ----------------------- | ------------------- | ------------ | ------------ | ----------- | ----------- |  |
|                             | Claude Martin élu       | RPR                 | 13 013       | 33,15        | 21 014      | 53,22       |  |
|                             | Jacques Chambaz sortant | PCF                 | 8 884        | 22,63        | 18 468      | 46,78       |  |
|                             | Guy Gennesseaux         | MRG                 | 8 294        | 21,13        | Retrait     | Retrait     |  |
|                             | Gérard Vée              | UDF (MDSF)          | 3 016        | 7,68         |             |             |  |
|                             | Maurice Pomponne        | Divers écologiste   | 1 466        | 3,73         |             |             |  |
|                             | Jean Courault           | PSU (FA)            | 1 086        | 2,77         |             |             |  |
|                             | Charles Venturini       | Divers droite (DC)  | 1 035        | 2,64         |             |             |  |
|                             | Janine Berte            | Divers              | 530          | 1,35         |             |             |  |
|                             | Christian Norkiewicz    | LO                  | 455          | 1,16         |             |             |  |
|                             | Michelle Aubujeau       | FN                  | 394          | 1            |             |             |  |
|                             | René Rochard            | Divers droite (RUC) | 386          | 0,98         |             |             |  |
|                             | Roland Collet           | PFN                 | 376          | 0,96         |             |             |  |
|                             | S. Blondel              | Divers droite       | 240          | 0,61         |             |             |  |
|                             | Patrick Pichot          | UOPDP               | 82           | 0,21         |             |             |  |
|                             |                         |                     |              |              |             |             |  |
| Inscrits                    | Inscrits                | Inscrits            | 49 229       | 100,00       | 49 229      | 100,00      |  |
| Abstentions                 | Abstentions             | Abstentions         | 9 461        | 19,22        | 8 392       | 17,05       |  |
| Votants                     | Votants                 | Votants             | 39 768       | 80,78        | 40 837      | 82,95       |  |
| Blancs et nuls              | Blancs et nuls          | Blancs et nuls      | 511          | 1,28         | 1 355       | 3,32        |  |
| Exprimés                    | Exprimés                | Exprimés            | 39 257       | 98,72        | 39 482      | 96,68       |  |
| Source : Gallica et CEVIPOF |                         |                     |              |              |             |             |  |

#### Onzième circonscription
| Candidat       | Candidat                | Parti                          | Premier tour | Premier tour | Second tour | Second tour |  |
| Candidat       | Candidat                | Parti                          | Voix         | %            | Voix        | %           |  |
| -------------- | ----------------------- | ------------------------------ | ------------ | ------------ | ----------- | ----------- |  |
|                | Paul Pernin élu         | UDF (CDS)                      | 14 773       | 37,05        | 23 395      | 58,04       |  |
|                | Thérèse Touré           | PS                             | 7 887        | 19,78        | 16 911      | 41,96       |  |
|                | Irène Henry             | PCF                            | 5 416        | 13,58        |             |             |  |
|                | Jean Aillaud            | RPR                            | 4 194        | 10,52        |             |             |  |
|                | Marie-Françoise Brachet | Écologie 78                    | 2 921        | 7,33         |             |             |  |
|                | André Reynaud           | MRG                            | 1 164        | 2,92         |             |             |  |
|                | Guy Cannie              | Divers droite (UNMP)           | 924          | 2,32         |             |             |  |
|                | Mireille Redard         | LO                             | 482          | 1,21         |             |             |  |
|                | Christian Norkiewicz    | PFN                            | 466          | 1,17         |             |             |  |
|                | Claude Courant          | Divers droite (Gaulliste, UJP) | 412          | 1,03         |             |             |  |
|                | Katyusha Desjardins     | OCT (PSPT)                     | 374          | 0,94         |             |             |  |
|                | Louis Chausse           | FN                             | 362          | 0,91         |             |             |  |
|                | Georges Lheman          | PSD                            | 342          | 0,86         |             |             |  |
|                | Michel Campan           | Divers droite (RUC)            | 158          | 0,4          |             |             |  |
|                |                         |                                |              |              |             |             |  |
| Inscrits       | Inscrits                | Inscrits                       | 48 810       | 100,00       | 48 810      | 100,00      |  |
| Abstentions    | Abstentions             | Abstentions                    | 8 409        | 17,23        | 7 609       | 15,59       |  |
| Votants        | Votants                 | Votants                        | 40 401       | 82,77        | 41 201      | 84,41       |  |
| Blancs et nuls | Blancs et nuls          | Blancs et nuls                 | 526          | 1,3          | 895         | 2,17        |  |
| Exprimés       | Exprimés                | Exprimés                       | 39 875       | 98,7         | 40 306      | 97,83       |  |

#### Douzième circonscription
| Candidat       | Candidat                           | Parti                | Premier tour | Premier tour | Second tour | Second tour |  |
| Candidat       | Candidat                           | Parti                | Voix         | %            | Voix        | %           |  |
| -------------- | ---------------------------------- | -------------------- | ------------ | ------------ | ----------- | ----------- |  |
|                | Pierre de Bénouville sortant réélu | RPR                  | 13 946       | 46,58        | 16 326      | 54,08       |  |
|                | Stélio Farandjis                   | PS                   | 6 512        | 21,75        | 13 860      | 45,92       |  |
|                | Frédérique Piel                    | PCF                  | 5 483        | 18,31        | Retrait     | Retrait     |  |
|                | Anne-Marie Vergès                  | Écologie 78          | 1 930        | 6,45         |             |             |  |
|                | Pascal Gauchon                     | PFN                  | 469          | 1,57         |             |             |  |
|                | Humbert Dumotier                   | LO                   | 335          | 1,12         |             |             |  |
|                | Guy Sermet                         | LCR (PSPT)           | 300          | 1            |             |             |  |
|                | Jean Castrillo                     | FN                   | 225          | 0,75         |             |             |  |
|                | Gaston Varin                       | UGP                  | 223          | 0,74         |             |             |  |
|                | Jacques Bayon                      | Divers gauche        | 191          | 0,64         |             |             |  |
|                | Patrice Boland                     | Divers               | 136          | 0,45         |             |             |  |
|                | Lydie Basin                        | Divers droite (RUC)  | 129          | 0,43         |             |             |  |
|                | Gilbert Rey                        | UOPDP                | 59           | 0,2          |             |             |  |
|                | Henri Carton                       | Divers droite (UNMP) | 2            | 0,01         |             |             |  |
|                |                                    |                      |              |              |             |             |  |
| Inscrits       | Inscrits                           | Inscrits             | 36 901       | 100,00       | 36 904      | 100,00      |  |
| Abstentions    | Abstentions                        | Abstentions          | 6 557        | 17,77        | 6 043       | 16,37       |  |
| Votants        | Votants                            | Votants              | 30 344       | 82,23        | 30 861      | 83,63       |  |
| Blancs et nuls | Blancs et nuls                     | Blancs et nuls       | 404          | 1,33         | 675         | 2,19        |  |
| Exprimés       | Exprimés                           | Exprimés             | 29 940       | 98,67        | 30 186      | 97,81       |  |

#### Treizième circonscription
| Candidat       | Candidat                      | Parti              | Premier tour | Premier tour | Second tour | Second tour |  |
| Candidat       | Candidat                      | Parti              | Voix         | %            | Voix        | %           |  |
| -------------- | ----------------------------- | ------------------ | ------------ | ------------ | ----------- | ----------- |  |
|                | Claude Avisse                 | RPR                | 9 660        | 27,41        | 16 497      | 46,68       |  |
|                | Gisèle Moreau sortante réélue | PCF                | 9 137        | 25,93        | 18 845      | 53,32       |  |
|                | Alexis Manaranche             | PS                 | 7 734        | 21,95        | Retrait     | Retrait     |  |
|                | Jacques Miquel                | UDF (CDS)          | 3 986        | 11,31        |             |             |  |
|                | Christine Roca d'Huyteza      | Écologie 78        | 2 101        | 5,96         |             |             |  |
|                | Viviane Cartairade            | PSU (FA)           | 865          | 2,45         |             |             |  |
|                | Jean-Yves Larribaud           | PFN                | 406          | 1,15         |             |             |  |
|                | Solange Canault               | LO                 | 369          | 1,05         |             |             |  |
|                | Madeleine Monsant             | LCR (PSPT)         | 318          | 0,9          |             |             |  |
|                | Jean-Luc Mahiette             | Divers droite (DC) | 231          | 0,66         |             |             |  |
|                | Louis Coustouret              | FN                 | 227          | 0,64         |             |             |  |
|                | S. Berrebi                    | Divers             | 116          | 0,33         |             |             |  |
|                | Daniel Jaunas                 | UOPDP              | 88           | 0,25         |             |             |  |
|                |                               |                    |              |              |             |             |  |
| Inscrits       | Inscrits                      | Inscrits           | 44 996       | 100,00       | 44 995      | 100,00      |  |
| Abstentions    | Abstentions                   | Abstentions        | 9 321        | 20,72        | 8 274       | 18,39       |  |
| Votants        | Votants                       | Votants            | 35 675       | 79,28        | 36 721      | 81,61       |  |
| Blancs et nuls | Blancs et nuls                | Blancs et nuls     | 437          | 1,22         | 1 379       | 3,76        |  |
| Exprimés       | Exprimés                      | Exprimés           | 35 238       | 98,78        | 35 342      | 96,24       |  |

#### Quatorzième circonscription
| Candidat                         | Candidat               | Parti               | Premier tour | Premier tour | Second tour | Second tour |  |
| Candidat                         | Candidat               | Parti               | Voix         | %            | Voix        | %           |  |
| -------------------------------- | ---------------------- | ------------------- | ------------ | ------------ | ----------- | ----------- |  |
|                                  | Paul Quilès élu        | PS (MRG)            | 9 783        | 23,64        | 21 796      | 51,85       |  |
|                                  | Alexandre Sanguinetti  | RPR                 | 9 503        | 22,97        | 20 242      | 48,15       |  |
|                                  | Philippe Herzog        | PCF                 | 8 961        | 21,66        | Retrait     | Retrait     |  |
|                                  | René Dubail            | UDF (PR)            | 6 909        | 16,70        | Retrait     | Retrait     |  |
|                                  | Pierre-Alain Brossault | Écologie 78         | 2 357        | 5,70         |             |             |  |
|                                  | Geneviève Petiot       | PSU (FA)            | 1 069        | 2,58         |             |             |  |
|                                  | Claude Lalis           | Divers droite (DC)  | 542          | 1,31         |             |             |  |
|                                  | Christian Tremblay     | MDD                 | 425          | 1,03         |             |             |  |
|                                  | Bernard André          | PFN                 | 403          | 0,97         |             |             |  |
|                                  | Marie-Jeanne Arnoux    | FN                  | 364          | 0,88         |             |             |  |
|                                  | Jean-Claude Besse      | UGP                 | 330          | 0,80         |             |             |  |
|                                  | Fred Guikovaty         | LO                  | 313          | 0,76         |             |             |  |
|                                  | Gilles Casanova        | CCA (PSPT)          | 303          | 0,73         |             |             |  |
|                                  | Mme Bloseville         | Divers droite (RUC) | 117          | 0,28         |             |             |  |
|                                  |                        |                     |              |              |             |             |  |
| Inscrits                         | Inscrits               | Inscrits            | 52 400       | 100,00       | 52 403      | 100,00      |  |
| Abstentions                      | Abstentions            | Abstentions         | 10 495       | 20,03        | 9 416       | 17,97       |  |
| Votants                          | Votants                | Votants             | 41 905       | 79,97        | 42 987      | 82,03       |  |
| Blancs et nuls                   | Blancs et nuls         | Blancs et nuls      | 526          | 1,26         | 949         | 2,21        |  |
| Exprimés                         | Exprimés               | Exprimés            | 41 379       | 98,74        | 42 038      | 97,79       |  |
| Source : Data.gouv.fr et CEVIPOF |                        |                     |              |              |             |             |  |

#### Quinzième  circonscription
| Candidat              | Candidat                      | Parti                   | Premier tour | Premier tour | Second tour | Second tour |  |
| Candidat              | Candidat                      | Parti                   | Voix         | %            | Voix        | %           |  |
| --------------------- | ----------------------------- | ----------------------- | ------------ | ------------ | ----------- | ----------- |  |
|                       | Yves Lancien élu              | RPR                     | 9 418        | 24,20        | 22 955      | 58,51       |  |
|                       | Marc Chavardès                | PS                      | 7 837        | 20,13        | 16 278      | 41,49       |  |
|                       | Eugène Claudius-Petit sortant | UDF (CDS)               | 6 735        | 17,30        | Retrait     | Retrait     |  |
|                       | Maurice Lassalle              | PCF                     | 4 817        | 12,38        |             |             |  |
|                       | Michel Pelège                 | UDF (PR)                | 4 479        | 11,51        |             |             |  |
|                       | Jean-Daniel Lavergne          | Écologie 78             | 2 650        | 6,81         |             |             |  |
|                       | Simone Ruel                   | PSU (FA)                | 963          | 2,47         |             |             |  |
|                       | Marie-Thérèse Doumat          | Divers gauche (Choisir) | 590          | 1,52         |             |             |  |
|                       | Yves de Coatgoureden          | FN                      | 360          | 0,92         |             |             |  |
|                       | Régis Debliqui                | LO                      | 330          | 0,85         |             |             |  |
|                       | Hubert du Puytison            | PFN                     | 299          | 0,77         |             |             |  |
|                       | Pierre Vallée                 | Extrême droite (UFBS)   | 197          | 0,51         |             |             |  |
|                       | Marcel Malézieux              | Divers droite           | 158          | 0,41         |             |             |  |
|                       | Patrick de Poulpiquet         | SAV                     | 90           | 0,23         |             |             |  |
|                       | Georges Lebreton              | Divers droite (RUC)     | 1            | 0,00         |             |             |  |
|                       | Dominique Bonnet              | CNIP                    | 0            | 0,00         |             |             |  |
|                       |                               |                         |              |              |             |             |  |
| Inscrits              | Inscrits                      | Inscrits                | 49 658       | 100,00       | 49 651      | 100,00      |  |
| Abstentions           | Abstentions                   | Abstentions             | 10 362       | 20,87        | 9 602       | 19,34       |  |
| Votants               | Votants                       | Votants                 | 39 296       | 79,13        | 40 049      | 80,66       |  |
| Blancs et nuls        | Blancs et nuls                | Blancs et nuls          | 372          | 0,95         | 816         | 2,04        |  |
| Exprimés              | Exprimés                      | Exprimés                | 38 924       | 99,05        | 39 233      | 97,96       |  |
| Source : Data.gouv.fr |                               |                         |              |              |             |             |  |

#### Seizième circonscription
| Candidat       | Candidat                             | Parti                 | Premier tour | Premier tour | Second tour | Second tour |  |
| Candidat       | Candidat                             | Parti                 | Voix         | %            | Voix        | %           |  |
| -------------- | ------------------------------------ | --------------------- | ------------ | ------------ | ----------- | ----------- |  |
|                | Christian de La Malène sortant réélu | RPR                   | 11 440       | 37,57        | 15 575      | 50,09       |  |
|                | Edwige Avice                         | PS                    | 6 791        | 22,31        | 15 516      | 49,91       |  |
|                | Rolande Perlican                     | PCF                   | 6 277        | 20,62        | Retrait     | Retrait     |  |
|                | Joël Boillot                         | UDF                   | 2 168        | 7,12         |             |             |  |
|                | Reine Franchi                        | Écologie 78           | 1 811        | 5,95         |             |             |  |
|                | Léoncie Morère                       | PSU (FA)              | 588          | 1,93         |             |             |  |
|                | Monique Godde                        | LO                    | 267          | 0,88         |             |             |  |
|                | Pierre Durand                        | FN                    | 255          | 0,84         |             |             |  |
|                | Yves Lacire                          | LCR (PSPT)            | 234          | 0,77         |             |             |  |
|                | Louis Tardy                          | Extrême droite (UFBS) | 233          | 0,77         |             |             |  |
|                | Nicole Bouré                         | PFN                   | 200          | 0,66         |             |             |  |
|                | Jean-Jacques Lubrina                 | FRP                   | 110          | 0,36         |             |             |  |
|                | Sylvain Duverne                      | UOPDP                 | 69           | 0,23         |             |             |  |
|                | Yves Carton                          | Divers droite (UNMP)  | 2            | 0,01         |             |             |  |
|                | Jean Lépinay                         | Divers droite (RUC)   | 1            | 0            |             |             |  |
|                |                                      |                       |              |              |             |             |  |
| Inscrits       | Inscrits                             | Inscrits              | 39 429       | 100,00       | 39 435      | 100,00      |  |
| Abstentions    | Abstentions                          | Abstentions           | 8 653        | 21,95        | 7 744       | 19,64       |  |
| Votants        | Votants                              | Votants               | 30 776       | 78,05        | 31 691      | 80,36       |  |
| Blancs et nuls | Blancs et nuls                       | Blancs et nuls        | 330          | 1,07         | 600         | 1,89        |  |
| Exprimés       | Exprimés                             | Exprimés              | 30 446       | 98,93        | 31 091      | 98,11       |  |

#### Dix-septième circonscription
| Candidat                         | Candidat                      | Parti                   | Premier tour | Premier tour | Second tour | Second tour |  |
| Candidat                         | Candidat                      | Parti                   | Voix         | %            | Voix        | %           |  |
| -------------------------------- | ----------------------------- | ----------------------- | ------------ | ------------ | ----------- | ----------- |  |
|                                  | Jacques Marette sortant réélu | RPR                     | 16 694       | 38,27        | 26 524      | 59,67       |  |
|                                  | Alain Hubert                  | PS                      | 8 085        | 18,53        | 17 925      | 40,33       |  |
|                                  | Jean-Charles de Vincenti      | UDF (CDS)               | 6 952        | 15,94        |             |             |  |
|                                  | Roger Gauvrit                 | PCF                     | 5 441        | 12,47        |             |             |  |
|                                  | Marc-Gérald Cibard            | Écologie 78             | 2 653        | 6,08         |             |             |  |
|                                  | Christine Carlier             | PSU (FA)                | 856          | 1,96         |             |             |  |
|                                  | Simone Dar                    | Divers gauche (Choisir) | 756          | 1,73         |             |             |  |
|                                  | Gabriel Herbin                | Extrême droite (UFBS)   | 574          | 1,32         |             |             |  |
|                                  | Bénédicte Rolland du Roscoät  | FN                      | 413          | 0,95         |             |             |  |
|                                  | Christian Le Scornec          | PFN                     | 409          | 0,94         |             |             |  |
|                                  | Odette Poncet                 | LCR (PSPT)              | 344          | 0,79         |             |             |  |
|                                  | Madeleine Lacroix             | LO                      | 335          | 0,77         |             |             |  |
|                                  | Frédéric Firetto              | Divers droite (RUC)     | 111          | 0,25         |             |             |  |
|                                  |                               |                         |              |              |             |             |  |
| Inscrits                         | Inscrits                      | Inscrits                | 58 037       | 100,00       | 57 797      | 100,00      |  |
| Abstentions                      | Abstentions                   | Abstentions             | 13 169       | 22,69        | 12 353      | 21,37       |  |
| Votants                          | Votants                       | Votants                 | 44 868       | 77,31        | 45 444      | 78,63       |  |
| Blancs et nuls                   | Blancs et nuls                | Blancs et nuls          | 1 245        | 2,77         | 995         | 2,19        |  |
| Exprimés                         | Exprimés                      | Exprimés                | 43 623       | 97,23        | 44 449      | 97,81       |  |
| Source : Data.gouv.fr et CEVIPOF |                               |                         |              |              |             |             |  |

#### Dix-huitième circonscription
| Candidat                         | Candidat                               | Parti                    | Premier tour | Premier tour | Second tour | Second tour |  |
| Candidat                         | Candidat                               | Parti                    | Voix         | %            | Voix        | %           |  |
| -------------------------------- | -------------------------------------- | ------------------------ | ------------ | ------------ | ----------- | ----------- |  |
|                                  | Nicole de Hauteclocque sortante réélue | RPR                      | 12 259       | 40,8         | 19 445      | 65,73       |  |
|                                  | Alain Sausse                           | PS                       | 5 432        | 18,08        | 10 136      | 34,27       |  |
|                                  | Francis Raffenel                       | UDF (CDS)                | 5 287        | 17,6         | Retrait     | Retrait     |  |
|                                  | Nicole Borvo                           | PCF                      | 2 846        | 9,47         |             |             |  |
|                                  | Laure Schneiter                        | Écologie 78              | 1 861        | 6,19         |             |             |  |
|                                  | Jean-Claude Jacquard                   | PFN                      | 640          | 2,13         |             |             |  |
|                                  | Madeleine Echter                       | Divers gauche (Choisir)  | 531          | 1,77         |             |             |  |
|                                  | Bernard Mollet                         | Divers écologiste (PÉ78) | 430          | 1,43         |             |             |  |
|                                  | Catherine Bloch-Michel                 | LCR (PSPT)               | 250          | 0,83         |             |             |  |
|                                  | Claude Fenu                            | LO                       | 197          | 0,66         |             |             |  |
|                                  | Jacques Bordier                        | Divers droite (RUC)      | 168          | 0,56         |             |             |  |
|                                  | Georges Lesimon                        | Divers droite (UNMP)     | 146          | 0,49         |             |             |  |
|                                  |                                        |                          |              |              |             |             |  |
| Inscrits                         | Inscrits                               | Inscrits                 | 38 676       | 100,00       | 38 617      | 100,00      |  |
| Abstentions                      | Abstentions                            | Abstentions              | 8 368        | 21,64        | 8 283       | 21,45       |  |
| Votants                          | Votants                                | Votants                  | 30 308       | 78,36        | 30 334      | 78,55       |  |
| Blancs et nuls                   | Blancs et nuls                         | Blancs et nuls           | 261          | 0,86         | 753         | 2,48        |  |
| Exprimés                         | Exprimés                               | Exprimés                 | 30 047       | 99,14        | 29 581      | 97,52       |  |
| Source : Data.gouv.fr et CEVIPOF |                                        |                          |              |              |             |             |  |

#### Dix-neuvième circonscription
| Candidat       | Candidat                  | Parti                   | Premier tour | Premier tour | Second tour | Second tour |  |
| Candidat       | Candidat                  | Parti                   | Voix         | %            | Voix        | %           |  |
| -------------- | ------------------------- | ----------------------- | ------------ | ------------ | ----------- | ----------- |  |
|                | Claude Roux sortant réélu | RPR                     | 13 882       | 36,44        | 23 199      | 60,72       |  |
|                | André-Marie Rocque        | PS                      | 7 432        | 19,51        | 15 010      | 39,28       |  |
|                | Alain Destrem             | UDF (PR)                | 6 851        | 17,98        | Retrait     | Retrait     |  |
|                | Henri Derrien             | PCF                     | 4 928        | 12,93        |             |             |  |
|                | Gisèle Halimi             | Divers gauche (Choisir) | 1 641        | 4,31         |             |             |  |
|                | Marie-Françoise Pirot     | PSU (FA)                | 1 250        | 3,28         |             |             |  |
|                | Jean-Paul Amiot           | Extrême droite (UFBS)   | 586          | 1,54         |             |             |  |
|                | Hélène Desvaux            | PFN                     | 376          | 0,99         |             |             |  |
|                | René Landes               | FN                      | 356          | 0,93         |             |             |  |
|                | Didier Lombard            | LO                      | 255          | 0,67         |             |             |  |
|                | Jacqueline Boutin         | LCR (PSPT)              | 254          | 0,67         |             |             |  |
|                | René Cario                | Divers droite (RUC)     | 223          | 0,59         |             |             |  |
|                | Martine Bernard           | Écologie 78             | 65           | 0,17         |             |             |  |
|                |                           |                         |              |              |             |             |  |
| Inscrits       | Inscrits                  | Inscrits                | 49 428       | 100,00       | 49 412      | 100,00      |  |
| Abstentions    | Abstentions               | Abstentions             | 10 885       | 22,02        | 10 380      | 21,01       |  |
| Votants        | Votants                   | Votants                 | 38 543       | 77,98        | 39 032      | 78,99       |  |
| Blancs et nuls | Blancs et nuls            | Blancs et nuls          | 444          | 1,15         | 823         | 2,11        |  |
| Exprimés       | Exprimés                  | Exprimés                | 38 099       | 98,85        | 38 209      | 97,89       |  |

#### Vingtième circonscription
| Candidat       | Candidat                         | Parti                     | Premier tour | Premier tour | Second tour | Second tour |  |
| Candidat       | Candidat                         | Parti                     | Voix         | %            | Voix        | %           |  |
| -------------- | -------------------------------- | ------------------------- | ------------ | ------------ | ----------- | ----------- |  |
|                | Georges Mesmin sortant réélu     | UDF (CDS)                 | 20 264       | 41,75        | 35 756      | 100,00      |  |
|                | Jean Frézal                      | RPR                       | 14 974       | 30,85        | Retrait     | Retrait     |  |
|                | Claude Pigement                  | PS                        | 5 675        | 11,69        |             |             |  |
|                | Michelle Lhermitte               | Divers écologiste (PÉ78)  | 2 417        | 4,98         |             |             |  |
|                | Jacques Blaisse                  | PCF                       | 2 218        | 4,57         |             |             |  |
|                | Isabelle de La Seiglière         | Divers gauche (Choisir)   | 681          | 1,4          |             |             |  |
|                | Alain Renault                    | FN                        | 611          | 1,26         |             |             |  |
|                | Philippe Galy                    | MDD                       | 519          | 1,07         |             |             |  |
|                | Bernard Rouyer                   | PFN                       | 443          | 0,91         |             |             |  |
|                | Jean-Claude Duplan               | Divers droite (RUC)       | 319          | 0,66         |             |             |  |
|                | Michel Lautrou                   | LO                        | 240          | 0,49         |             |             |  |
|                | Bernard Bresteau                 | Divers droite (Gaulliste) | 128          | 0,26         |             |             |  |
|                | François de Mareschal de Luciane | Divers droite (Libéral)   | 41           | 0,08         |             |             |  |
|                | Guillaume Arnaud                 | CNIP                      | 11           | 0,02         |             |             |  |
|                |                                  |                           |              |              |             |             |  |
| Inscrits       | Inscrits                         | Inscrits                  | 60 201       | 100,00       | 60 702      | 100,00      |  |
| Abstentions    | Abstentions                      | Abstentions               | 11 310       | 18,79        | 19 405      | 31,97       |  |
| Votants        | Votants                          | Votants                   | 48 891       | 81,21        | 41 297      | 68,03       |  |
| Blancs et nuls | Blancs et nuls                   | Blancs et nuls            | 350          | 0,72         | 5 541       | 13,42       |  |
| Exprimés       | Exprimés                         | Exprimés                  | 48 541       | 99,28        | 35 756      | 86,58       |  |

#### Vingt-et-unième circonscription
| Candidat       | Candidat                      | Parti                   | Premier tour | Premier tour | Second tour | Second tour |  |
| Candidat       | Candidat                      | Parti                   | Voix         | %            | Voix        | %           |  |
| -------------- | ----------------------------- | ----------------------- | ------------ | ------------ | ----------- | ----------- |  |
|                | Gilbert Gantier sortant réélu | diss. UDF               | 13 803       | 37,24        | 29 102      | 100,00      |  |
|                | Alain Griotteray              | UDF (PR)                | 12 185       | 32,87        | Retrait     | Retrait     |  |
|                | Maurice Lempereur             | MRG                     | 3 193        | 8,61         |             |             |  |
|                | Luc Chastaing                 | Écologie 78             | 1 738        | 4,69         |             |             |  |
|                | Henri Le Men                  | PCF                     | 1 615        | 4,36         |             |             |  |
|                | Jacques Isorni                | Extrême droite          | 1 489        | 4,02         |             |             |  |
|                | Bertrand Schneider            | Modérés (Maj.)          | 618          | 1,67         |             |             |  |
|                | Nadine Olszer                 | Divers gauche (Choisir) | 503          | 1,36         |             |             |  |
|                | Pierre Pécastaing             | FN                      | 435          | 1,17         |             |             |  |
|                | Chantal Malaud                | CNIP                    | 393          | 1,06         |             |             |  |
|                | Patrice Bazille               | PFN                     | 364          | 0,98         |             |             |  |
|                | Claude Galinier               | Divers droite (RUC)     | 236          | 0,64         |             |             |  |
|                | Michel Lironcourt             | LO                      | 228          | 0,62         |             |             |  |
|                | Dominique Pagnoux             | Divers droite           | 136          | 0,37         |             |             |  |
|                | Odile Marnet-Cornus           | Divers droite (UNMP)    | 78           | 0,21         |             |             |  |
|                | Roland Muraz                  | Sans étiquette          | 40           | 0,11         |             |             |  |
|                | René Hendry                   | Sans étiquette          | 13           | 0,04         |             |             |  |
|                |                               |                         |              |              |             |             |  |
| Inscrits       | Inscrits                      | Inscrits                | 47 176       | 100,00       | 47 179      | 100,00      |  |
| Abstentions    | Abstentions                   | Abstentions             | 9 866        | 20,91        | 14 550      | 30,84       |  |
| Votants        | Votants                       | Votants                 | 37 310       | 79,09        | 32 629      | 69,16       |  |
| Blancs et nuls | Blancs et nuls                | Blancs et nuls          | 243          | 0,65         | 3 527       | 10,81       |  |
| Exprimés       | Exprimés                      | Exprimés                | 37 067       | 99,35        | 29 102      | 89,19       |  |

#### Vingt-deuxième circonscription
| Candidat       | Candidat                 | Parti               | Premier tour | Premier tour | Second tour | Second tour |  |
| Candidat       | Candidat                 | Parti               | Voix         | %            | Voix        | %           |  |
| -------------- | ------------------------ | ------------------- | ------------ | ------------ | ----------- | ----------- |  |
|                | Maurice Druon élu        | RPR                 | 10 549       | 38,29        | 13 891      | 60,29       |  |
|                | Henri Estingoy           | UDF (PR)            | 9 068        | 32,92        | 9 148       | 39,71       |  |
|                | Jean-Luc Gonneau         | PS                  | 3 633        | 13,19        |             |             |  |
|                | Jacqueline Lapouméroulie | PCF                 | 1 409        | 5,11         |             |             |  |
|                | José Guillemain          | Écologie 78         | 1 273        | 4,62         |             |             |  |
|                | Jean-Paul Bois           | PSU (FA)            | 588          | 2,13         |             |             |  |
|                | Pierre-Dominique Lo Méo  | FN                  | 386          | 1,4          |             |             |  |
|                | Patrick Chaponnais       | PFN                 | 355          | 1,29         |             |             |  |
|                | Catherine Guéral         | LO                  | 188          | 0,68         |             |             |  |
|                | Marise Étienvre          | Divers droite (RUC) | 98           | 0,36         |             |             |  |
|                |                          |                     |              |              |             |             |  |
| Inscrits       | Inscrits                 | Inscrits            | 34 941       | 100,00       | 34 941      | 100,00      |  |
| Abstentions    | Abstentions              | Abstentions         | 7 114        | 20,36        | 9 172       | 26,25       |  |
| Votants        | Votants                  | Votants             | 27 827       | 79,64        | 25 769      | 73,75       |  |
| Blancs et nuls | Blancs et nuls           | Blancs et nuls      | 280          | 1,01         | 2 730       | 10,59       |  |
| Exprimés       | Exprimés                 | Exprimés            | 27 547       | 98,99        | 23 039      | 89,41       |  |

#### Vingt-troisième circonscription
| Candidat          | Candidat                        | Parti                | Premier tour | Premier tour | Second tour | Second tour |  |
| Candidat          | Candidat                        | Parti                | Voix         | %            | Voix        | %           |  |
| ----------------- | ------------------------------- | -------------------- | ------------ | ------------ | ----------- | ----------- |  |
|                   | Jean de Préaumont sortant réélu | RPR                  | 12 028       | 38,34        | 15 486      | 63,89       |  |
|                   | Paul Garson                     | UDF (CDS)            | 7 793        | 24,84        | 8 751       | 36,11       |  |
|                   | Chantal Perez                   | PS                   | 4 849        | 15,46        |             |             |  |
|                   | Jean-Louis Faure                | PCF                  | 2 692        | 8,58         |             |             |  |
|                   | Philippe Destombes              | Écologie 78          | 1 680        | 5,36         |             |             |  |
|                   | Marie-Reine Forest              | PSU (FA)             | 753          | 2,40         |             |             |  |
|                   | Myriam Baeckeroot               | FN                   | 547          | 1,74         |             |             |  |
|                   | Francis Martin                  | MDD                  | 378          | 1,20         |             |             |  |
|                   | Jack Marchal                    | PFN                  | 374          | 1,19         |             |             |  |
|                   | Christian Lecat                 | LO                   | 275          | 0,88         |             |             |  |
|                   | G. Parreaux                     | Divers droite (UNMP) | 1            | 0,00         |             |             |  |
|                   |                                 |                      |              |              |             |             |  |
| Inscrits          | Inscrits                        | Inscrits             | 39 951       | 100,00       | 39 954      | 100,00      |  |
| Abstentions       | Abstentions                     | Abstentions          | 8 273        | 20,71        | 11 190      | 28,01       |  |
| Votants           | Votants                         | Votants              | 31 678       | 79,29        | 28 764      | 71,99       |  |
| Blancs et nuls    | Blancs et nuls                  | Blancs et nuls       | 308          | 0,97         | 4 527       | 15,74       |  |
| Exprimés          | Exprimés                        | Exprimés             | 31 370       | 99,03        | 24 237      | 84,26       |  |
| Source : Le Monde |                                 |                      |              |              |             |             |  |

#### Vingt-quatrième circonscription
| Candidat       | Candidat             | Parti                 | Premier tour | Premier tour | Second tour | Second tour |  |
| Candidat       | Candidat             | Parti                 | Voix         | %            | Voix        | %           |  |
| -------------- | -------------------- | --------------------- | ------------ | ------------ | ----------- | ----------- |  |
|                | Hélène Missoffe élue | RPR                   | 12 480       | 46,4         | 14 903      | 55,42       |  |
|                | Colette Kahn         | PS                    | 5 297        | 19,7         | 11 987      | 44,58       |  |
|                | Louis Régulier       | PCF                   | 5 153        | 19,16        | Retrait     | Retrait     |  |
|                | Patrick Simonnet     | Écologie 78           | 1 156        | 4,3          |             |             |  |
|                | Jacques Sémelin      | PSU (FA)              | 673          | 2,5          |             |             |  |
|                | Serge Balassi        | Extrême droite (UFBS) | 381          | 1,42         |             |             |  |
|                | Pierre Brangeon      | FN                    | 358          | 1,33         |             |             |  |
|                | Michel Duran         | PSD                   | 286          | 1,06         |             |             |  |
|                | Philippe Courtinel   | PFN                   | 274          | 1,02         |             |             |  |
|                | Serge Barthélemy     | LO                    | 248          | 0,92         |             |             |  |
|                | André Macahie        | Divers droite (RUC)   | 241          | 0,9          |             |             |  |
|                | Jacques Pomeranz     | LCR (PSPT)            | 198          | 0,74         |             |             |  |
|                | Étienne Tarride      | FRP                   | 79           | 0,29         |             |             |  |
|                | Ani Leroy            | Divers (Chrétiens)    | 69           | 0,26         |             |             |  |
|                | Jean-Louis Chossart  | Divers droite (UNMP)  | 2            | 0,01         |             |             |  |
|                |                      |                       |              |              |             |             |  |
| Inscrits       | Inscrits             | Inscrits              | 35 119       | 100,00       | 35 119      | 100,00      |  |
| Abstentions    | Abstentions          | Abstentions           | 7 962        | 22,67        | 7 732       | 22,02       |  |
| Votants        | Votants              | Votants               | 27 157       | 77,33        | 27 387      | 77,98       |  |
| Blancs et nuls | Blancs et nuls       | Blancs et nuls        | 262          | 0,96         | 497         | 1,81        |  |
| Exprimés       | Exprimés             | Exprimés              | 26 895       | 99,04        | 26 890      | 98,19       |  |

#### Vingt-cinquième circonscription
| Candidat              | Candidat                    | Parti                   | Premier tour | Premier tour | Second tour | Second tour |  |
| Candidat              | Candidat                    | Parti                   | Voix         | %            | Voix        | %           |  |
| --------------------- | --------------------------- | ----------------------- | ------------ | ------------ | ----------- | ----------- |  |
|                       | Roger Chinaud sortant réélu | UDF (PR)                | 12 891       | 35,12        | 20 173      | 54,48       |  |
|                       | Claude Estier               | PS                      | 8 183        | 22,29        | 16 854      | 45,52       |  |
|                       | Jean Gajer                  | PCF                     | 6 577        | 17,92        | Retrait     | Retrait     |  |
|                       | Pierre Pastaud              | RPR                     | 4 451        | 12,12        |             |             |  |
|                       | Henri Fabre-Luce            | Écologie 78             | 1 981        | 5,40         |             |             |  |
|                       | Élisabeth Véron             | Divers gauche (Choisir) | 455          | 1,24         |             |             |  |
|                       | Jean Duplessy               | FN                      | 436          | 1,19         |             |             |  |
|                       | Jean-Claude Delay           | PSD                     | 352          | 0,96         |             |             |  |
|                       | Jacques Mattera             | Divers droite (RUC)     | 326          | 0,89         |             |             |  |
|                       | Pascal Demangeot            | LO                      | 293          | 0,80         |             |             |  |
|                       | Danièle Czalczynski         | LCR (PSPT)              | 289          | 0,79         |             |             |  |
|                       | Lucien Roussel              | PFN                     | 240          | 0,65         |             |             |  |
|                       | Bernard Candide             | FRP                     | 77           | 0,21         |             |             |  |
|                       | Jean-Hugues Rénahy          | UOPDP                   | 70           | 0,19         |             |             |  |
|                       | Alain Secouet               | Divers gauche (DH)      | 45           | 0,12         |             |             |  |
|                       | Jacques Cheminade           | POE                     | 44           | 0,12         |             |             |  |
|                       |                             |                         |              |              |             |             |  |
| Inscrits              | Inscrits                    | Inscrits                | 46 479       | 100,00       | 46 479      | 100,00      |  |
| Abstentions           | Abstentions                 | Abstentions             | 8 770        | 18,87        | 8 807       | 18,95       |  |
| Votants               | Votants                     | Votants                 | 37 709       | 81,13        | 37 672      | 81,05       |  |
| Blancs et nuls        | Blancs et nuls              | Blancs et nuls          | 999          | 2,65         | 645         | 1,71        |  |
| Exprimés              | Exprimés                    | Exprimés                | 36 710       | 97,35        | 37 027      | 98,29       |  |
| Source : Data.gouv.fr |                             |                         |              |              |             |             |  |

#### Vingt-sixième circonscription
| Candidat       | Candidat                   | Parti                   | Premier tour | Premier tour | Second tour | Second tour |  |
| Candidat       | Candidat                   | Parti                   | Voix         | %            | Voix        | %           |  |
| -------------- | -------------------------- | ----------------------- | ------------ | ------------ | ----------- | ----------- |  |
|                | Joël Le Tac sortant réélu  | RPR                     | 10 536       | 37,19        | 15 921      | 55,62       |  |
|                | Lionel Jospin              | PS                      | 5 945        | 20,98        | 12 705      | 44,38       |  |
|                | Henri Malberg              | PCF                     | 4 966        | 17,53        | Retrait     | Retrait     |  |
|                | Jean-Pierre Bouvier        | UDF (CDS)               | 1 759        | 6,21         |             |             |  |
|                | Denise Petit-Moreau        | Divers droite (Maj.)    | 1 285        | 4,54         |             |             |  |
|                | Maximilienne Levet-Gautrat | Écologie 78             | 1 244        | 4,39         |             |             |  |
|                | Josette Sénécot            | PSU (FA)                | 464          | 1,64         |             |             |  |
|                | Geneviève Joffet           | Divers gauche (Choisir) | 318          | 1,12         |             |             |  |
|                | Bernard Romeder            | LCR (PSPT)              | 288          | 1,02         |             |             |  |
|                | Michel Queste              | MDD                     | 240          | 0,85         |             |             |  |
|                | Dominique Gaser            | LO                      | 230          | 0,81         |             |             |  |
|                | François Cabanas           | FN                      | 228          | 0,8          |             |             |  |
|                | Marcel Marchadier          | Divers droite (UNMP)    | 201          | 0,71         |             |             |  |
|                | Alain Noël                 | PFN                     | 200          | 0,71         |             |             |  |
|                | Louis Vilars               | Divers droite (RUC)     | 199          | 0,7          |             |             |  |
|                | Jacques Veissid            | Sans étiquette          | 197          | 0,7          |             |             |  |
|                | Daniel Youssouf Chotia     | FRP                     | 31           | 0,11         |             |             |  |
|                |                            |                         |              |              |             |             |  |
| Inscrits       | Inscrits                   | Inscrits                | 36 935       | 100,00       | 36 935      | 100,00      |  |
| Abstentions    | Abstentions                | Abstentions             | 8 270        | 22,39        | 7 718       | 20,9        |  |
| Votants        | Votants                    | Votants                 | 28 665       | 77,61        | 29 217      | 79,1        |  |
| Blancs et nuls | Blancs et nuls             | Blancs et nuls          | 334          | 1,17         | 591         | 2,02        |  |
| Exprimés       | Exprimés                   | Exprimés                | 28 331       | 98,83        | 28 626      | 97,98       |  |

#### Vingt-septième circonscription
| Candidat       | Candidat                     | Parti                     | Premier tour | Premier tour | Second tour | Second tour |  |
| Candidat       | Candidat                     | Parti                     | Voix         | %            | Voix        | %           |  |
| -------------- | ---------------------------- | ------------------------- | ------------ | ------------ | ----------- | ----------- |  |
|                | Louis Baillot sortant        | PCF                       | 7 145        | 26,85        | 13 132      | 48,94       |  |
|                | Jean-Pierre Pierre-Bloch élu | UDF (Rad)                 | 5 434        | 20,42        | 13 702      | 51,06       |  |
|                | Pol Échevin                  | PS                        | 5 144        | 19,33        | Retrait     | Retrait     |  |
|                | Jacqueline Delatte           | RPR                       | 4 390        | 16,5         |             |             |  |
|                | Nicole Chan                  | Écologie 78               | 1 202        | 4,52         |             |             |  |
|                | Jean Bernasconi              | Divers droite (Gaulliste) | 1 200        | 4,51         |             |             |  |
|                | Charles Cimerman             | PSU (FA)                  | 560          | 2,1          |             |             |  |
|                | Anne-Marie Barbot            | FN                        | 305          | 1,15         |             |             |  |
|                | Marcelin Arnal               | Divers droite (RUC)       | 303          | 1,14         |             |             |  |
|                | Roland Gaucher               | PFN                       | 265          | 1            |             |             |  |
|                | Arnaud Leclercq              | LCR (PSPT)                | 241          | 0,91         |             |             |  |
|                | Emmanuel Divialle            | LO                        | 212          | 0,8          |             |             |  |
|                | Daniel Bedot                 | UGP                       | 131          | 0,49         |             |             |  |
|                | Claude Lebrun                | UOPDP                     | 78           | 0,29         |             |             |  |
|                | Roger Van Autryve            | Divers droite (UNMP)      | 0            | 0            |             |             |  |
|                |                              |                           |              |              |             |             |  |
| Inscrits       | Inscrits                     | Inscrits                  | 35 587       | 100,00       | 35 588      | 100,00      |  |
| Abstentions    | Abstentions                  | Abstentions               | 8 603        | 24,17        | 7 957       | 22,36       |  |
| Votants        | Votants                      | Votants                   | 26 984       | 75,83        | 27 631      | 77,64       |  |
| Blancs et nuls | Blancs et nuls               | Blancs et nuls            | 374          | 1,39         | 797         | 2,88        |  |
| Exprimés       | Exprimés                     | Exprimés                  | 26 610       | 98,61        | 26 834      | 97,12       |  |

#### Vingt-huitième circonscription
| Candidat       | Candidat               | Parti                   | Premier tour | Premier tour | Second tour | Second tour |  |
| Candidat       | Candidat               | Parti                   | Voix         | %            | Voix        | %           |  |
| -------------- | ---------------------- | ----------------------- | ------------ | ------------ | ----------- | ----------- |  |
|                | Henri Fiszbin sortant  | PCF                     | 8 642        | 28,33        | 14 667      | 48,71       |  |
|                | Jacques Féron élu      | CNIP                    | 8 592        | 28,17        | 15 444      | 51,29       |  |
|                | Pierre Mattéi          | MRG                     | 5 670        | 18,59        | Retrait     | Retrait     |  |
|                | Pierre Dufour          | Divers droite (Maj.)    | 2 956        | 9,69         |             |             |  |
|                | Gérard Andrieux        | PSU (FA)                | 1 618        | 5,3          |             |             |  |
|                | Christiane Guillerm    | Divers gauche (Choisir) | 452          | 1,48         |             |             |  |
|                | Claude Trotignon       | Divers droite (UNMP)    | 387          | 1,27         |             |             |  |
|                | René Albaret           | Divers droite (RUC)     | 360          | 1,18         |             |             |  |
|                | François Pinloche      | PFN                     | 346          | 1,13         |             |             |  |
|                | Christine Lessinger    | FN                      | 279          | 0,91         |             |             |  |
|                | Alix Gobry             | Divers droite (DC)      | 266          | 0,87         |             |             |  |
|                | Claude Guérin          | LO                      | 259          | 0,85         |             |             |  |
|                | Gérard Laraize         | MDD                     | 248          | 0,81         |             |             |  |
|                | Jean-Laurent Cascarano | LCR (PSPT)              | 240          | 0,79         |             |             |  |
|                | Jean-Pierre Barsacq    | FRP                     | 108          | 0,35         |             |             |  |
|                | André Druesne          | UOPDP                   | 81           | 0,27         |             |             |  |
|                |                        |                         |              |              |             |             |  |
| Inscrits       | Inscrits               | Inscrits                | 39 653       | 100,00       | 39 553      | 100,00      |  |
| Abstentions    | Abstentions            | Abstentions             | 8 724        | 22           | 8 401       | 21,24       |  |
| Votants        | Votants                | Votants                 | 30 929       | 78           | 31 152      | 78,76       |  |
| Blancs et nuls | Blancs et nuls         | Blancs et nuls          | 425          | 1,37         | 1 041       | 3,34        |  |
| Exprimés       | Exprimés               | Exprimés                | 30 504       | 98,63        | 30 111      | 96,66       |  |

#### Vingt-neuvième circonscription
| Candidat       | Candidat                   | Parti                | Premier tour | Premier tour | Second tour | Second tour |  |
| Candidat       | Candidat                   | Parti                | Voix         | %            | Voix        | %           |  |
| -------------- | -------------------------- | -------------------- | ------------ | ------------ | ----------- | ----------- |  |
|                | Abdon Robert Casso         | RPR                  | 10 650       | 33,07        | 15 592      | 49,07       |  |
|                | Paul Laurent sortant réélu | PCF                  | 9 153        | 28,42        | 16 180      | 50,93       |  |
|                | Alain Billon               | PS                   | 6 639        | 20,62        | Retrait     | Retrait     |  |
|                | Arnaud Bolan               | PSU (FA)             | 1 583        | 4,92         |             |             |  |
|                | Michel Momont              | Divers droite (DC)   | 1 047        | 3,25         |             |             |  |
|                | Franck Tannarelli          | Divers droite (UNMP) | 625          | 1,94         |             |             |  |
|                | Ariane Rubel               | Sans étiquette       | 565          | 1,75         |             |             |  |
|                | Pierre Pauty               | FN                   | 384          | 1,19         |             |             |  |
|                | Jean-Pierre Le             | LO                   | 342          | 1,06         |             |             |  |
|                | Bruno Ruby                 | PFN                  | 339          | 1,05         |             |             |  |
|                | Dominique Atdjian          | MDD                  | 329          | 1,02         |             |             |  |
|                | Françoise Galland          | LCR (PSPT)           | 249          | 0,77         |             |             |  |
|                | Jacques Pesquet            | Divers               | 196          | 0,61         |             |             |  |
|                | Pierre Baudy               | UOPDP                | 100          | 0,31         |             |             |  |
|                |                            |                      |              |              |             |             |  |
| Inscrits       | Inscrits                   | Inscrits             | 40 959       | 100,00       | 41 066      | 100,00      |  |
| Abstentions    | Abstentions                | Abstentions          | 8 224        | 20,08        | 8 123       | 19,78       |  |
| Votants        | Votants                    | Votants              | 32 735       | 79,92        | 32 943      | 80,22       |  |
| Blancs et nuls | Blancs et nuls             | Blancs et nuls       | 534          | 1,63         | 1 171       | 3,55        |  |
| Exprimés       | Exprimés                   | Exprimés             | 32 201       | 98,37        | 31 772      | 96,45       |  |

#### Trentième circonscription
| Candidat       | Candidat               | Parti                | Premier tour | Premier tour | Second tour | Second tour |  |
| Candidat       | Candidat               | Parti                | Voix         | %            | Voix        | %           |  |
| -------------- | ---------------------- | -------------------- | ------------ | ------------ | ----------- | ----------- |  |
|                | Didier Bariani élu     | UDF (Rad)            | 7 689        | 23,56        | 16 580      | 51,06       |  |
|                | Daniel Dalbera sortant | PCF                  | 7 579        | 23,22        | 15 891      | 48,94       |  |
|                | Michel Charzat         | PS                   | 7 484        | 22,93        | Retrait     | Retrait     |  |
|                | Lucien Daniel          | RPR                  | 5 163        | 15,82        |             |             |  |
|                | René Panigel           | Écologie 78          | 1 421        | 4,35         |             |             |  |
|                | Guy Philippon          | PSU (FA)             | 1 171        | 3,59         |             |             |  |
|                | Pierre Brochet         | Divers droite (UNMP) | 417          | 1,28         |             |             |  |
|                | Jacques Bodart         | FN                   | 403          | 1,23         |             |             |  |
|                | Roselyne Réveillon     | LO                   | 353          | 1,08         |             |             |  |
|                | Georges Folliot        | PFN                  | 329          | 1,01         |             |             |  |
|                | Françoise Malifaud     | LCR (PSPT)           | 260          | 0,8          |             |             |  |
|                | Charles Waksmann       | Divers droite (RUC)  | 158          | 0,48         |             |             |  |
|                | Gérard Paris           | FRP                  | 87           | 0,27         |             |             |  |
|                | Jean Abadie            | PSD                  | 70           | 0,21         |             |             |  |
|                | Arlette Crohem         | UOPDP                | 50           | 0,15         |             |             |  |
|                |                        |                      |              |              |             |             |  |
| Inscrits       | Inscrits               | Inscrits             | 42 955       | 100,00       | 42 955      | 100,00      |  |
| Abstentions    | Abstentions            | Abstentions          | 9 892        | 23,03        | 9 325       | 21,71       |  |
| Votants        | Votants                | Votants              | 33 063       | 76,97        | 33 630      | 78,29       |  |
| Blancs et nuls | Blancs et nuls         | Blancs et nuls       | 429          | 1,3          | 1 159       | 3,45        |  |
| Exprimés       | Exprimés               | Exprimés             | 32 634       | 98,7         | 32 471      | 96,55       |  |

#### Trente-et-unième circonscription
| Candidat       | Candidat                   | Parti               | Premier tour | Premier tour | Second tour | Second tour |  |
| Candidat       | Candidat                   | Parti               | Voix         | %            | Voix        | %           |  |
| -------------- | -------------------------- | ------------------- | ------------ | ------------ | ----------- | ----------- |  |
|                | Lucien Villa sortant réélu | PCF                 | 10 799       | 24,94        | 21 452      | 50,24       |  |
|                | Claude Beuzelin            | PS                  | 9 391        | 21,69        | Retrait     | Retrait     |  |
|                | Pierre-Marie Guastavino    | RPR                 | 8 501        | 19,64        | 21 248      | 49,76       |  |
|                | Claude Gourbeyre           | UDF (PR)            | 8 347        | 19,28        | Retrait     | Retrait     |  |
|                | Paul Imbert                | Écologie 78         | 2 334        | 5,39         |             |             |  |
|                | Denise Fernandez           | PSU (FA)            | 1 077        | 2,49         |             |             |  |
|                | Roger Morvan               | Divers droite (DC)  | 867          | 2            |             |             |  |
|                | Danièle Lefrançois         | LO                  | 522          | 1,21         |             |             |  |
|                | Gérard Lefort              | FN                  | 496          | 1,15         |             |             |  |
|                | Monique Béraud             | PFN                 | 410          | 0,95         |             |             |  |
|                | Gilbert Marquis            | LCR (PSPT)          | 248          | 0,57         |             |             |  |
|                | Joseph Roda                | Divers droite (RUC) | 159          | 0,37         |             |             |  |
|                | Jean-Luc Laurent           | POE                 | 83           | 0,19         |             |             |  |
|                | Simone Douzil              | UOPDP               | 58           | 0,13         |             |             |  |
|                |                            |                     |              |              |             |             |  |
| Inscrits       | Inscrits                   | Inscrits            | 57 202       | 100,00       | 57 202      | 100,00      |  |
| Abstentions    | Abstentions                | Abstentions         | 13 309       | 23,27        | 12 826      | 22,42       |  |
| Votants        | Votants                    | Votants             | 43 893       | 76,73        | 44 376      | 77,58       |  |
| Blancs et nuls | Blancs et nuls             | Blancs et nuls      | 601          | 1,37         | 1 676       | 3,78        |  |
| Exprimés       | Exprimés                   | Exprimés            | 43 292       | 98,63        | 42 700      | 96,22       |  |